# Ferekýdés ze Syru
Ferekýdés ze Syru (6. století před n. l.) byl významný řecký mytograf, který zpracovával mýty obsažené v nejstarších eposech. Podobně jako Thalés z Milétu upustil ve svých výkladech od klasického vyprávění, takže jej lze pokládat za jednu z prvních postav řecké filosofie. Ve starověku byl někdy uváděn jako jeden ze sedmi mudrců. Importoval do řecké kultury mnoho foinických prvků. Jako první tvrdil, že počátek světa nebyl zrozen, ale byl odedávna, a že duše je nesmrtelná.

## Život a legenda
Na rozdíl od jiných mudrců není Ferekýdovi připisováno tolik zázraků jako Pythagorovi nebo Orfeovi. Připisuje se mu předpověď zemětřesení na Samu či předpověď dobytí Messény. Poměrně zajímavé jsou verze jeho smrti: úmrtí na vší mor (až do smrti se o něj staral Pythagoras, který jej podle této legendy také pohřbil na ostrově Délu), jakási magická operace, při které zemřel, nebo skok z Kórycké skály nad Delfami. Stejně podivné jsou i legendy o jeho měření slunovratových pozic slunce. Daleko pravděpodobnější je, že většina příběhů byla vymyšlena až v pátém století. Sice na Syru žil, ale nevíme, zda nebyl spojován s posvátnou jeskyní na Syru (tu zmiňuje Homér v Odyssei).
Významným prvkem je ale jeho vliv na Pythagora a nesoulad s Tháletem. Staví jej tedy do pozice jednoho ze zakladatelů filosofie, a to jakési její druhé větve (první je představována Tháletem, eleaty, atd.). Aristotelés o něm mluví jako o „smíšeném“ teologovi, tedy člověku, který byl už na přechodu mytologie a filosofie.

## Dílo
Ferekýdova kniha byla o kosmologii a dochovala se nejspíš až do Diogenovy doby (3. století). Jmenovala se snad Sedmero zákoutí (někdy do češtiny překládáno jako Sedm koutů) nebo Snoubení Bohů. Dokonce prý přežila požár Alexandrijské knihovny, kde byla téměř jistě uložena. Přímých ani nepřímých zlomků se ale mnoho nedochovalo.

## Ferekýdova kosmologie
Bohužel se nám dochovalo jen několik zlomků, takže se můžeme jen vyložit těch několik střípků, které máme. Další problémem je, že jsou vytržené z kontextu, takže nevíme, zda výklad toho, co máme, je správný.
B 1/1 = Díogenés Laertios, Vitae philosophorum I, 119 (součást A 1, 119)
Zás a Chronos byli vždy a Chthonie též. Chthonie však dostala jméno Země (Gé), ježto jí Zás dal zemi darem.
A 9/1 = Prob. ad. Verg. Buc. 6, 31 (App. Serv., ed. Hagen p. 343, 18)
Také Ferekýdés však míní, že prvky jsou rozličné: Zén, Chton a Kronos. Znamenají oheň, zemi a čas. Aithér vládne, země je ovládána, v čase se zdržuje veškerenstvo.
Podle Ferykýda nevznikl sám od sebe Chaos (jako u Hesioda), ale prostě tu byl. Tento postoj později zaujímá i Herakleitos. Velice zvláštní jsou ale i jména (Chronos nikoli Kronos) je více než jisté, že své učení odvozoval od etymologie jmen. Jako první dává obrovský důraz na Čas. Tady však vystává otázka jestli čas chápaný jako abstraktní veličina mu není díky pozdějším stoickým interpretacím.
Dalším velice zajímavým prvkem, který se nalézáme z té trochy u Ferekýda je vznik dalších bohů. Vznikli totiž se semene Chrona, který oplodnil věci a uložil je do pěti koutů světa (tento prvek se objevuje nejblíže v egyptské mytologii).
Další zlomky, které máme k dispozici, mluví o svatbě Zase a Chtoiné, třetí den dá Chtoiné roucho, na němž je vytkána země, a ona ji dostane darem a přijímá jméno Gé (to je hluboce naivní mytologický prvek na rozdíl od počátku). Na rouchu je vyšita země a Ogéon (Okeánus – řeka, moře?)
Další zlomky mluví o napnutí roucha na okřídlený dub (asi stejné roucho). To je asi narážka na Homéra, jež zemi nazývá kmenem dubu. Je ovšem otázka jestli se stále jedná o stejné roucho.
B 4/1 = Kelsos, Aléthés logos, in: Órigenés, Contra Celsum VI, 42 (II, 111, 13 K.)
Ferekýdés, který je mnohem starší než Hérakleitos, líčí, jak se řadí vojsko proti vojsku a vůdcem jednoho činí Krona, vůdcem druhého pak Ofionea. Vypráví též o jejich vyzváních a utkáních, i o smlouvě, kterou spolu udělali, aby ti nich, kteří padnou do Ógénu, byli poraženi, a aby ti, kteří je vytlačí a zvítězí nad nimi, měli nebe…
Zcela jistě hovoří o bitvě mezi bohy. Nejspíše jde o souboj Chrona (Krona) s obludou, která je podobná Týfoéovi (obrovskému hadovi) v Hésiodově Theogonii. Podobný boj popisuje ještě Maximos a v něm je Ofión neúspěšný vyzyvatel. Jde tedy nejspíš o část Kronovy mytologie, kterou Hesiodos vynechal. Motiv souboje boha-hada s nejvyšším bohem je oblíbeným motivem po celé přední Asii. Je tedy docela dobře možné, že si tento motiv Ferykýdés půjčil od Foiničanů.
Poslední ze zlomků a význačných událostí, která se nám z Ferekýda dochovala, je přiřčení podílům různým božstvům. (Část úryvku B5)
… (Kelsos) tvrdí, že tyto Homérovy verše měl na mysli Ferekýdés, když řekl:
“Ještě níže je úděl Tartaru; střeží ho dcery Boreovy, Harpyje a Bouře. Tam Zeus vyvrhuje ty z bohů, kteří jsou zpupní.”…